# Tarento
Tarento (タレント) és un fals anglicisme japonès extret de la paraula anglesa talent, utilitzat per referir-se a personalitats que apareixen regularment a la televisió, la ràdio i altres mitjans de comunicació.

## Descripció
Trobem en particular com a tipus de tarento:
- l'owarai tarento (お笑いタレント): dels còmics, els tres més grans són Tamori, Takeshi Kitano i Sanma Akashiya;
- el tarento seijika (タレント政治家): personatges polítics, generalment Tarento que van aprofitar la seva notorietat per dedicar-se a la política[2] (Shintaro Ishihara, Hideo Higashikokubaru, de vegades al revés Kōichi Hamada, Taizō Sugimura);
- el gaikokujin tarento (外国人タレント): tarentos estrangers (no japonesos), com Dave Spector o Julie Dreyfus (també actriu);
- el supōtsu shusshin tarento (スポーツ出身タレント): atletes, com Kunishige Kamamoto, Masakiyo Maezono i Shoji Jo al futbol, Miyuki Takahashi al voleibol, o Ai Sugiyama, Kimiko Date i Shūzō Matsuoka al tennis;
- i el maruchi tarento (マルチタレント, multitalent): a la vegada actors, cantants, seiyū (actor de veu), animadors, etc.

També hi ha rōcaru tarento (ローカルタレント, local talent), conegut en una regió específica.
Idols (aidoru) i junior idol (ジュニアアイドル, junia aidoru) poden igualment ser tarento.